# Titularbistum Simidicca
Simidicca ist ein Titularbistum der römisch-katholischen Kirche.
Es geht zurück auf einen untergegangenen Bischofssitz in der gleichnamigen antiken Stadt, die in der römischen Provinz Africa proconsularis (heute nördliches Tunesien) lag. Der Bischofssitz war der Kirchenprovinz Karthago zugeordnet.
| Titularbischöfe von Simidicca |                                  |                                                    |                   |                  |
| Nr.                           | Name                             | Amt                                                | von               | bis              |
| 1                             | John Charles Reiss               | Weihbischof in Trenton (USA)                       | 21. Oktober 1967  | 11. März 1980    |
| 2                             | Joseph Kumuondala Mbimba         | Weihbischof in Bokungu-Ikela (Zaïre)               | 29. November 1980 | 18. März 1982    |
| 3                             | Edward Urban Kmiec               | Weihbischof in Trenton (USA)                       | 26. August 1982   | 13. Oktober 1992 |
| 4                             | Cyprien Mbuka CICM               | Weihbischof in Boma (Demokratische Republik Kongo) | 21. April 1997    | 13. März 2001    |
| 5                             | Ludwig Schwarz SDB               | Weihbischof in Wien (Österreich)                   | 15. Oktober 2001  | 6. Juli 2005     |
| 6                             | Jean-Marie Charles André Le Vert | Weihbischof in Meaux (Frankreich)                  | 21. November 2005 | 7. Dezember 2007 |
| 7                             | Nicolas Brouwet                  | Weihbischof in Nanterre (Frankreich)               | 11. April 2008    | 11. Februar 2012 |
| 8                             | Jean-Marc Aveline                | Weihbischof in Marseille (Frankreich)              | 19. Dezember 2013 | 8. August 2019   |
| 9                             | Rumen Iwanow Stanew              | Weihbischof in Sofia und Plowdiw (Bulgarien)       | 5. September 2020 |                  |